# Typhloroncus attenuatus
Espèce
Typhloroncus attenuatus est une espèce de pseudoscorpions de la famille des Ideoroncidae.

## Distribution
Cette espèce est endémique du Tamaulipas au Mexique. Elle se rencontre à Padilla dans la grotte Cueva del Brinco et à Hidalgo dans le Sistema Cavernario Purificación.

## Description
La femelle holotype mesure 4,5 mm.
Les mâles mesurent de 3,95 à 4,15 mm.

## Publication originale
- Muchmore, 1982 : Some new species of pseudoscorpions from caves in Mexico (Arachnida, Pseudoscorpionida). Bulletin of the Texas Memorial Museum, vol. 28, p. 63-78.